# La banda de lunares
La banda de lunares es uno de los 56 relatos cortos sobre Sherlock Holmes escrito por Arthur Conan Doyle. Fue publicado originalmente en The Strand Magazine y posteriormente recogido en la colección Las aventuras de Sherlock Holmes.

## Argumento
En esta ocasión, el doctor Watson nos traslada a su época de soltero, cuando compartía con Sherlock Holmes las habitaciones del 221-B de Baker Street, después de su primera aventura, Estudio en escarlata, y antes de El signo de los cuatro.
Una mañana de abril de 1883, Holmes y Watson reciben la visita de Helen Stoner, una atemorizada joven que les cuenta una tragedia. Su hermana ha muerto en extrañas circunstancias y aunque la prudencia le impide acusar abiertamente a su padrastro, el doctor Roylott, da a entender que esto es lo que cree, y añade que teme seriamente por su vida.
Tras la inesperada visita del violento Grimsby Roylott, Holmes y Watson se trasladan a Stokes Moran, la residencia de Helen, donde descubren y malogran el plan de su malvado padrastro, dispuesto a matar a la joven igual que hiciera con su hermana. Pero en su pecado encuentra el castigo, gracias a la aparición de una serpiente que es rechazada por Holmes y acaba atacando y matando al padrastro.

## Curiosidades
Inmediatamente después de The Adventure of The Blue Carbunclo, Conan Doyle escribió otro relato de Sherlock Holmes titulado The Adventure of The Speckled Band (La banda de lunares). Posteriormente, Doyle reveló que creía que ésta era la mejor historia de Holmes. Doyle escribió y produjo una obra de teatro basada en la historia. Fue estrenada en el Teatro Delphi, en Londres, en junio de 1910.